# Tutta colpa di...
Tutta colpa di... è stato un programma televisivo italiano di genere divulgazione scientifica condotto da Annalisa e in onda dal 2015 al 2019 su Italia 1.

## Edizioni
| Edizione | Inizio           | Fine             | Giorno/i di collocazione | Rete     | Numero puntate | Conduttrice | Titolo                                    | Telespettatori | Share |
| -------- | ---------------- | ---------------- | ------------------------ | -------- | -------------- | ----------- | ----------------------------------------- | -------------- | ----- |
| 1        | 13 dicembre 2015 | 28 dicembre 2015 | domenica, lunedì         | Italia 1 | 3              | Annalisa    | Tutta colpa di Einstein - Quelli del Cern | 391.000        | 5,7%  |
| 2        | 4 dicembre 2016  | 18 dicembre 2016 | domenica                 | Italia 1 | 3              | Annalisa    | Tutta colpa di Galileo                    | 507.000        | 7,8%  |
| 3        | 3 dicembre 2017  | 17 dicembre 2017 | domenica                 | Italia 1 | 3              | Annalisa    | Tutta colpa di Darwin                     | 532.000        | 9,8%  |
| 4        | 28 aprile 2019   | 12 maggio 2019   | domenica                 | Italia 1 | 3              | Annalisa    | Tutta colpa di Leonardo                   | 478.000        | 11,2% |

## Riassunto delle Edizioni

### Prima edizione (Tutta colpa di Einstein - Quelli del Cern)
La prima edizione è andata in onda in seconda serata il 13, 20 e 28 dicembre 2015 su Italia 1 per un totale di tre puntate. 
 La materia analizzata è stata la fisica, materia in cui Annalisa si è laureata, attraverso il racconto del Cern di Ginevra.
| Puntata | Messa in onda    | Telespettatori | Share |
| ------- | ---------------- | -------------- | ----- |
| 1       | 13 dicembre 2015 | 384.000        | 5,47% |
| 2       | 20 dicembre 2015 | 399.000        | 5,95% |
| 3       | 28 dicembre 2015 | 390.000        | 5,71% |
| Media   | Media            | 391.000        | 5,7%  |

### Seconda edizione (Tutta colpa di Galileo)
La seconda edizione è andata in onda dal 4 al 18 dicembre 2016, tutte le domeniche in seconda serata su Italia 1 per un totale di tre puntate. 
 La materia analizzata è stata l'astronomia.  La sigla è la canzone Kelly Watch the Stars  degli Air.
| Puntata | Messa in onda    | Telespettatori | Share | Ospiti                 |
| ------- | ---------------- | -------------- | ----- | ---------------------- |
| 1       | 4 dicembre 2016  | 535.000        | 5,6%  | Samantha Cristoforetti |
| 2       | 11 dicembre 2016 | 451.000        | 7,8%  | Luca Parmitano         |
| 3       | 18 dicembre 2016 | 537.000        | 10,2% | Paolo Nespoli          |
| Media   | Media            | 507.000        | 7,8%  |                        |

### Terza edizione (Tutta colpa di Darwin)
La terza edizione è andata in onda dal 3 al 17 dicembre 2017, tutte le domeniche in seconda serata su Italia 1 per un totale di tre puntate. 
  La sigla è la canzone Die Roboter dei Kraftwerk.
| Puntata | Messa in onda    | Telespettatori | Share | Ospiti            |
| ------- | ---------------- | -------------- | ----- | ----------------- |
| 1       | 3 dicembre 2017  | 457.000        | 9,2%  | Roberto Vecchioni |
| 2       | 10 dicembre 2017 | 522.000        | 9,3%  | Giusy Versace     |
| 3       | 17 dicembre 2017 | 618.000        | 10,9% | —                 |
| Media   | Media            | 532.000        | 9,8%  |                   |

### Quarta edizione (Tutta colpa di Leonardo)
La quarta edizione è andata in onda dal 28 aprile al 12 maggio 2019, tutte le domeniche in seconda serata su Italia 1 per un totale di tre puntate. 
 La sigla è la canzone She Drives Me Crazy dei Fine Young Cannibals.
| Puntata | Messa in onda  | Telespettatori | Share | Ospiti      |
| ------- | -------------- | -------------- | ----- | ----------- |
| 1       | 28 aprile 2019 | 421.000        | 9,7%  | —           |
| 2       | 5 maggio 2019  | 472.000        | 11,2% | —           |
| 3       | 12 maggio 2019 | 543.000        | 12,8% | Carla Gozzi |
| Media   | Media          | 478.000        | 11,2% |             |